# Bouteville
Bouteville – miejscowość i gmina we Francji, w regionie Nowa Akwitania, w departamencie Charente.
Według danych na rok 1990 gminę zamieszkiwało 398 osób, a gęstość zaludnienia wynosiła 33 osób/km² (wśród 1467 gmin regionu Poitou-Charentes Bouteville plasuje się na 629. miejscu pod względem liczby ludności, natomiast pod względem powierzchni na miejscu 724.).